# 畔蒜荘
畔蒜荘・畔蒜庄（あびるのしょう）は上総国畔蒜郡内に鎌倉時代から室町時代にかけて存在した荘園。
荘域は現在の君津市南部から木更津市中央部を経て君津市東部に至る小櫃川流域の山間部地帯に位置する畔蒜郡全域の範囲にほぼ相当する。荘園領主は熊野山で1186年（文治2）段階での地頭は足利義兼と和田義盛とが折半していた。これを機に畔蒜荘は南北両荘に分割されて支配さることとなった。うち南荘は1283年（弘安6）和田義盛から北条氏の領地となり、北条時宗は南荘内亀山郷を円覚寺に寄進した。また円覚寺文書によると荘内横江郷も円覚寺領となっている。一方、荘内永吉郷は鎌倉時代末期には平胤清及び、その子の平胤朝、平胤連兄弟の知行となっていたが、1314年（正和3）、胤清は荘内鹿田村を金沢称名寺に寄進した結果、永吉郷の一部は称名寺領となっている。さらに覚園寺文書の中には1416年（応永23）の畔蒜荘横田郷検田帳が残されていることから、15世紀初頭までには横田郷が覚園寺領となっていることがうかがわれ、畔蒜荘は14世紀以降分割統治されていき消滅した。